# 3 Batidas
3 Batidas é uma canção da dupla sertaneja brasileira Guilherme & Benuto, lançada em 16 de agosto de 2019, sendo o segundo single do álbum de estreia Amando, Bebendo e Sofrendo.

## Antecedentes
Em março do mesmo ano, a dupla lançou a música Flor Que Se Cheira, que, até então, alcançou mais de 60 milhões de visualizações no YouTube e marcou presença no Top 50 do Spotify e do Deezer e nas rádios, com um alto número de execuções que posicionam a faixa também no Top 50.

## Composição
A música, de autoria de Douglas Mello, Flavinho Tinto, Nando Marx e dos próprios Guilherme & Benuto (creditados como Gui Artioli e Nuto Artioli), conta a história de alguém que passou por uma desilusão amorosa e se vê "mais perdido que cego em tiroteio" e recorre ao álcool e sai pela rua para esquecer o sofrimento. Até que, enquanto o protagonista está no trânsito, um assaltante bate no vidro do carro e anuncia um assalto. A resposta do protagonista, um tanto quanto irônica, "eu perdi mesmo, mas foi o grande amor da minha vida", revela que, para ele, a perda emocional é muito mais significativa do que qualquer bem material, a ponto de pedir para que o assaltante "só leve o carro e deixe as bebidas", que simbolizam sua companhia naquele momento de dor.
“Foi a partir da frase ´rindo de desespero´ que a música começou a desenrolar. (...) Essa ideia das três batidas foi muito legal, porque é uma forma do público interagir, interpretando a música, que conta uma história que muita gente vai se identificar. É uma canção que começa com uma melodia triste e no refrão ela cresce, como se esse homem estivesse chutando o balde e nada mais importasse. É uma melodia que acompanha a letra”, segundo Guilherme.
Benuto completa: “A escolha dessa canção como parte do nosso repertório e como música de trabalho vem muito da possibilidade de identificação que ela causa. O rapaz perdeu o amor da vida dele, sai de casa pra beber e esquecer e, na madrugada, pra piorar e completar a sofrência, ainda é assaltado”.

## Repercussão
No momento do lançamento seguinte, Declaração pro Bar, o clipe de 3 Batidas ultrapassou 21 milhões de visualizações no YouTube. No final do ano, a dupla celebrou o sucesso do projeto e a canção ocupava o ranking das 20 músicas mais executadas do Spotify no Brasil. Além dos números, eles foram destaque na playlist Esquenta Sertanejo, a maior playlist, organizada pela plataforma, direcionada ao sertanejo. Em 2024, o single recebeu 

### Memes no TikTok
Em 2020, atriplo  cantora de funk Jojo Todynho, ainda nos tempos do reality show A Fazenda 12, da qual participava, publicou em seu perfil no Instagram um vídeo com Lipe Ribeiro, com o áudio dessa música. Na legenda, escreveu "Multirão três batidas no meu vidro iniciado", para que os fãs se mobilizassem para garantir sua permanência no programa.
No TikTok a música também viralizou, levando muitos usuários do aplicativo a reproduzir a tal das “três batidas no vidro”, com direito a atuações.

### Desempenho comercial
| Tabela musical                  | Melhor posição |
| ------------------------------- | -------------- |
| Crowley Charts (Top 100 Brasil) | 3              |
| Spotify (Top 200 Brasil)        | 9              |

### Certificações
| País (Provedor) | Certificação | Vendas certificadas |
| --------------- | ------------ | ------------------- |
| Brasil (PMB)    | 3× Diamante  | +900 000            |